# C.M.A.A. Lindeman
Catharinus Marius Anne Alettus Lindeman (Zutphen, 19 december 1883 – Haarlem, 22 juli 1965) was conservator van het Rijksmuseum in Amsterdam.
Lindeman volgde een gymnasiumopleiding in Utrecht en studeerde hierna theologie. In 1912 werd hij predikant in Waddinxveen bij de Remonstrants-Gereformeerde gemeente. In 1919 stopte hij zijn werkzaamheden als predikant en ging kunstgeschiedenis studeren.
In mei 1927 werd Lindeman conservator bij het Prentenkabinet. In 1928 promoveerde hij in Utrecht en werd doctor in de kunstgeschiedenis. Hij ging in 1934 aan de slag als conservator in het Rijksmuseum op de afdeling beeldhouwkunst en bouwnijverheid. Toen waarnemend directeur M. D. Henkel in 1943 ziek werd, nam Lindeman zijn taken over. Na het overlijden van Henkel in 1944 werd Lindeman officieel per 1 september de waarnemend hoofddirecteur van het museum, tot aan het einde van de oorlog.
Lindeman zette in 1950 een punt achter zijn carrière, maar hij bleef actief in het onderzoek naar tonale verhoudingen in de muziek.
Lindeman was getrouwd met de Britse Lucy Evelyn Davies. Zangeres Dora Lindeman was zijn dochter.
- Digitale Bibliotheek voor de Nederlandse Letteren: lind224
- Gemeinsame Normdatei: 1103475975
- Virtual International Authority File: 13146635505741980542